# 深红红螺菌
深红红螺菌（学名：Rhodospirillum rubrum）為红螺菌科红螺菌属的一种革兰氏阴性菌。是红螺菌属的模式种。生长于曝光的滞水和泥中，生活于阳光充足的静水等处。此菌可用于有机废水的净化，并生产单细胞蛋白等。